# 吉隆锦鸡儿
吉隆锦鸡儿（学名：Caragana franchetiana var. gyirongensis）为豆科锦鸡儿属下的一个变种。